# Валдитака (Парма)
Валдитака је насеље у Италији у округу Парма, региону Емилија-Ромања.
Према процени из 2011. у насељу је живело 117 становника. Насеље се налази на надморској висини од 999 м.